# Philadelphia City Paper
Philadelphia City Paper è stato un settimanale alternativo di Filadelfia, Pennsylvania. Usciva gratuitamente ogni giovedì e veniva reso disponibile su citypaper.net. I principali argomenti su cui verteva ogni numero erano le questioni lavorative, politica, educazione e povertà. La sezione critica era invece incentrata su arte, intrattenimento, letteratura e ristorazione. Infine era disponibile online e su carta un calendario che forniva liste di concerti, esibizioni artistiche, di danza e di altri eventi.

## Storia
La testata fu fondata nel novembre 1981 come spin-off dell'ormai defunta newsletter WXPN Express e venne distribuita in circa 70 000 copie in più di 2.000 sedi in tutta Philadelfia, dai sobborghi al South Jersey. Le sue oltre 2.000 box di colore arancione e rastrelliere vennero situate a Center City Philadelphia, in bar, piccoli negozi e in molti campus universitari.
Ogni anno, City Paper pubblicava una guida della città per studenti universitari e nuovi residenti.
I suoi lettori mensili erano 521.000, verificati da Scarborough Research.
Il fondatore Bruce Schimmel vendette il giornale alla famiglia Rock (Milton L. Rock e suo figlio Robert H. Rock) nel 1996. Nel 2014, Metro lo acquistò. Nel 2015, il City Paper venne venduto a Broad Street Media, proprietario di Philadelphia Weekly. L'ultima edizione venne pubblicata l'8 ottobre 2015.